# Deportivo Enapu
El Deportivo Enapu  o Enapu Perú fue un club de fútbol peruano, del Callao. Fue fundado en 1973 y logró ascender a la División Intermedia y posteriormente a la Segunda División Peruana.

## Historia
El club fue fundado el 31 de mayo de 1973 por trabajadores de la Empresa Nacional de Puertos. A inicios de 1976 compra la categoría del Club Carlos Concha, que militaba en la Liga Distrital del Callao. 
Estuvo participando varias temporadas hasta lograr el título de la Departamental del Callao en 1984 y con ello el club pasó a la Etapa Regional de la Copa Perú 1985. Clasificó a la División Intermedia B para el torneo de 1985 y ascendió a la Segunda División Peruana donde se mantuvo hasta 1991.
Durante su paso en la División Intermedia y Segunda División, se rivalizó a otros clubes populares chalacos tales como Sport Boys , Grumete Medina y Atlético Chalaco. Luego con equipos nuevos como Deportivo CITEN y Hijos de Yurimaguas. También jugó contra equipos limeños animadores del momento como: Esther Grande de Bentín , Defensor Lima , Aurora Miraflores , Defensor Kiwi , Lawn Tennis , Juventud Progreso , Defensor Rímac , Guardia Republicana entre otros equipos.   
Luego de perder la categoría, el Deportivo Enapu retornó a la Copa Perú. En 1993 participó en el Etapa Departamental del Callao donde finalizó en el último lugar y al año siguiente dejó de competir tras no presentarse en el torneo distrital.

## Datos del club
- Temporadas en Segunda División: 6 (1986 - 1991).
- Mayor Goleada recibida:
  - Deportivo Enapu 1 - 9 Guardia Republicana (1989)

## Indumentaria
- Uniforme titular: Camiseta blanca, pantalón blanco, medias blancas.

#### Uniforme Evolución 1973-1991
| Titular 1 | Titular 2 | Titular 3 | Titular 4 | Titular 5 | Titular 6 | Titular 7 | Titular 8 |  |

## Entrenadores
- Eloy Campos (1987)

## Palmarés
- Liga Departamental de Fútbol del Callao (1): 1984.
- Liga Distrital del Callao (3): 1980, 1983, 1984.
- Subcampeón de la Liga Departamental del Callao (1): 1982.
- Subcampeón de la Liga Distrital del Callao (2): 1976, 1982.